# Eumasicera
Eumasicera is een vliegengeslacht uit de familie van de sluipvliegen (Tachinidae).

## Soorten
- E. hirsutus (Reinhard, 1943)
- E. nigripalpis (Reinhard, 1967)
- E. setinervis (Coquillett, 1898)
- E. sternalis (Coquillett, 1897)